# Синчец
Синчецът (Scilla) е род от около 50 до 80 луковични многогодишни тревисти растения от семейство Аспарагусови (Asparagaceae), подсемейство Scilloideae, родом от гори, субалпийски ливади, и морски брегове в цяла Европа, Африка и Близкия изток. Няколко вида също са натурализирани в Австралия, Нова Зеландия и Северна Америка. Цветята им обикновено са сини, но са известни бели, розови и лилави видове; повечето цъфтят в началото на пролетта, но няколко са с есенен цъфтеж. Няколко вида синчец се оценяват като декоративни градински растения.

## Видове
Към март 2020 г. Plants of the World Online признава следните видове:
- Scilla achtenii De Wild.
- Scilla africana Borzí & Mattei
- Scilla albanica Turrill
- Scilla albinerve Yildirim & Gemici
- Scilla alinihatiana Aslan & Yildirim
- Scilla amoena L. – star squill, star hyacinth
- Scilla andria Speta
- Scilla antunesii Engl.
- Scilla arenaria Baker
- Scilla arsusiana Yildirim & Gemici
- Scilla begoniifolia A.Chev.
- Scilla benguellensis Baker
- Scilla berthelotii Webb & Berthel.
- Scilla bifolia L. – обикновен синчец
- Scilla bilgineri Yildirim
- Scilla bithynica Boiss. – Битински синчец
- Scilla buekkensis Speta
- Scilla bussei Dammer
- Scilla chlorantha Baker
- Scilla ciliata Baker
- Scilla cilicica Siehe
- Scilla congesta Baker
- Scilla cretica (Boiss. & Heldr.) Speta, syn. Chionodoxa cretica
- Scilla cydonia Speta
- Scilla dimartinoi Brullo & Pavone
- Scilla dualaensis Poelln.
- Scilla engleri T.Durand & Schinz
- Scilla flaccidula Baker
- Scilla forbesii (Baker) Speta, syn. Chionodoxa forbesii
- Scilla gabunensis Baker
- Scilla gracillima Engl.
- Scilla haemorrhoidalis Webb & Berthel.
- Scilla hildebrandtii Baker
- Scilla huanica Poelln.
- Scilla hyacinthoides L.
- Scilla ingridiae Speta
- Scilla jaegeri K.Krause
- Scilla katendensis De Wild.
- Scilla kladnii Schur
- Scilla kurdistanica Speta
- Scilla lakusicii Šilic
- Scilla latifolia Willd. ex Schult.f.
- Scilla laxiflora Baker
- Scilla ledienii Engl.
- Scilla leepii Speta
- Scilla libanotica Speta
- Scilla lilio-hyacinthus L. – Pyrenean squill
- Scilla litardierei Breistr., syn. Chouardia litardierei, Scilla amethystina, Scilla pratensis, Scilla albanica, Scilla italica – amethyst meadow squill, Dalmatian scilla
- Scilla lochiae (Meikle) Speta, syn. Chionodoxa lochiae
- Scilla longistylosa Speta
- Scilla luciliae (Boiss.) Speta, syn. Chionodoxa luciliae
- Scilla lucis Speta
- Scilla madeirensis Menezes – Madeiran squill
- Scilla melaina Speta
- Scilla merinoi S.Ortiz, Rodr.Oubiña & Izco
- Scilla mesopotamica Speta
- Scilla messeniaca Boiss.
- Scilla mischtschenkoana Grossh., syn. Scilla tubergeniana – Tubergen squill
- Scilla monanthos K.Koch
- Scilla monophyllos Link
- Scilla morrisii Meikle
- Scilla nana (Schult. & Schult.f.) Speta, syn. Chionodoxa nana
- Scilla nivalis Boiss.
- Scilla oubangluensis Hua
- Scilla paui Lacaita
- Scilla peruviana L. – Portuguese squill, corymbose squill, Cuban lily
- Scilla petersii Engl.
- Scilla platyphylla Baker
- Scilla pleiophylla Speta
- Scilla pneumonanthe Speta
- Scilla reuteri Speta
- Scilla rosenii K.Koch
- Scilla sardensis (Whittall ex Barr & Sugden) Speta, syn. Chionodoxa sardensis
- Scilla schweinfurthii Engl.
- Scilla siberica Andrews – Siberian squill
- Scilla simiarum Baker
- Scilla sodalicia N.E.Br.
- Scilla subnivalis (Halácsy) Speta
- Scilla tayloriana Rendle
- Scilla textilis Rendle
- Scilla uyuiensis Rendle.
- Scilla vardaria Yildirim & Gemici
- Scilla verdickii De Wild.
- Scilla verna Huds. – spring squill
- Scilla villosa Desf.
- Scilla vindobonensis Speta
- Scilla voethorum Speta
- Scilla welwitschii Poelln.
- Scilla werneri De Wild.

Един от хибридите е наречен:
- Scilla × allenii (G.Nicholson) Speta

### В България
В България се срещат три вида синчец:
- Обикновен синчец (Scilla bifolia)
- Битински синчец (Scilla bithynica) – застрашен вид
- Есенен синчец (Scilla autumnalis)

Есенният се различава от обикновения по времето на цъфтеж, а битинският по това, че всяко растение има от 3 до 4 листенца.

## Култивиране и приложения
Много видове синчец, по-специално Scilla siberica и представители на Chionodoxa, се отглеждат в градини заради атрактивните си ранни пролетни цветя.

## Други
На синчеца са наречени улици в кварталите „Лозенец“ (Карта) и „Горубляне“ (Карта) в София.